# Rennrodel-Weltmeisterschaften 2000
Die 34. Rennrodel-Weltmeisterschaften auf der Kunstbahn fanden vom 31. Januar bis 6. Februar 2000 im schweizerischen St. Moritz statt und bildeten den Höhepunkt der Rennrodel-Weltcupsaison 1999/00. Alle vier zu vergebenen Titel gingen an deutsche Starter.

## Einsitzer der Frauen
| Rang | Name                 | Land               | Zeit     |
| ---- | -------------------- | ------------------ | -------- |
| 1.   | Sylke Otto           | Deutschland        | 1:55.128 |
| 2.   | Barbara Niedernhuber | Deutschland        | 1:55.359 |
| 3.   | Sonja Wiedemann      | Deutschland        | 1:55.397 |
| 4.   | Silke Kraushaar      | Deutschland        | 1:55.441 |
| 5.   | Gabi Bender          | Deutschland        | 1:55.981 |
| 6.   | Angelika Neuner      | Österreich         | 1:55.993 |
| 7.   | Natalie Obkircher    | Italien            | 1:56.566 |
| 8.   | Becky Wilczak        | Vereinigte Staaten | 1:56.567 |
| 9.   | Iluta Gaile          | Lettland           | 1:56.638 |
| 10.  | Waltraud Schiefer    | Italien            | 1:56.675 |
| 11.  | Simone Eder          | Österreich         | 1:56.696 |
| 12.  | Courtney Zablocki    | Vereinigte Staaten | 1:56.859 |
| 13.  | Lilia Ludan          | Ukraine            | 1:56.968 |
| 14.  | Melanie Penz         | Österreich         | 1:57.012 |
| 15.  | Sonja Manzenreiter   | Österreich         | 1:57.124 |

Weitere Reihenfolge
| Platz | Sportlerin             | Land |
| ----- | ---------------------- | ---- |
| 16    | Markéta Jeriová        | CZE  |
| 17    | Anna Orlova            | LVA  |
| 18    | Nadja Unterholzner     | ITA  |
| 19    | Margarita Klimenko     | RUS  |
| 20    | Yumie Kobayashi        | JPN  |
| 21    | Brenna Margol          | USA  |
| 22    | Ashley Hayden          | USA  |
| 23    | Ana Maria Pătrașcu     | ROU  |
| 24    | Hanna-Monica Hovsengen | NOR  |
| 25    | Sandra Jäger           | LIE  |
| 26    | Alena Ninisova         | SVK  |
| 27    | Oryslava Chukhlib      | UKR  |
| 28    | Julia Anaschkina       | RUS  |
| 29    | Regan Lauscher         | CAN  |
| 30    | Anastasia Antonowa     | RUS  |
| 31    | Corina Schenkewitz     | CHE  |
| 32    | Claudine Fluri         | CHE  |
| 33    | Paola Orsini           | VEN  |

## Einsitzer der Männer
| Rang | Name               | Land               | Zeit     |
| ---- | ------------------ | ------------------ | -------- |
| 1.   | Jens Müller        | Deutschland        | 2:04.146 |
| 2.   | Armin Zöggeler     | Italien            | 2:04.481 |
| 3.   | Georg Hackl        | Deutschland        | 2:04.605 |
| 4.   | Karsten Albert     | Deutschland        | 2:04.800 |
| 5.   | Denis Geppert      | Deutschland        | 2:04.826 |
| 6.   | Markus Kleinheinz  | Österreich         | 2:04.971 |
| 7.   | Markus Prock       | Österreich         | 2:05.017 |
| 8.   | Reinhold Rainer    | Italien            | 2:05.079 |
| 9.   | Wilfried Huber     | Italien            | 2:05.181 |
| 10.  | Gerhard Gleirscher | Österreich         | 2:05.323 |
| 11.  | Mārtiņš Rubenis    | Lettland           | 2:05.356 |
| 12.  | Adam Heidt         | Vereinigte Staaten | 2:05.877 |
| 13.  | Rainer Margreiter  | Österreich         | 2:05.932 |
| 14.  | Chris Moffat       | Kanada             | 2:06.163 |
| 15.  | Reto Gilly         | Schweiz            | 2:06.263 |

Weitere Reihenfolge
| Platz | Sportler             | Land |
| ----- | -------------------- | ---- |
| 16    | Tyler Seitz          | CAN  |
| 17    | Bengt Walden         | SWE  |
| 18    | Patrick Habegger     | CHE  |
| 19    | Oswald Haselrieder   | ITA  |
| 20    | Jaroslav Slávik      | SVK  |
| 21    | Grant Albrecht       | CAN  |
| 22    | Shigeaki Ushijima    | JPN  |
| 23    | Yann Fricheteau      | FRA  |
| 24    | Goro Hayashibe       | JPN  |
| 25    | Ľubomír Mick         | SVK  |
| 26    | Stefan Höhener       | CHE  |
| 27    | Nick Sullivan        | USA  |
| 28    | Manfred Heinzelmaier | BEL  |
| 29    | Wiktor Kneib         | RUS  |
| 30    | Nauris Skraustiņš    | LVA  |
| 31    | Eric Pothier         | CAN  |
| 32    | Johan Rousseau       | FRA  |
| 33    | Martin Bosshard      | CHE  |
| 34    | Ion Cristian Stanciu | ROU  |
| 35    | Jan Dolák            | CZE  |
| 36    | Shiva Keshavan       | IND  |
| 37    | Walter Marx          | SVK  |
| 38    | Andrew Croucher      | GBR  |
| 39    | Tomaz Kovačić        | SVN  |
| 40    | Andreas Tangen       | NOR  |
| 41    | Marcelo González     | ARG  |
| 42    | Mark Hatton          | GBR  |

## Doppelsitzer der Männer
| Rang | Name                                 | Land               | Zeit     |
| ---- | ------------------------------------ | ------------------ | -------- |
| 1.   | Patric Leitner – Alexander Resch     | Deutschland        | 1:54.303 |
| 2.   | Steffen Skel – Steffen Wöller        | Deutschland        | 1:54.703 |
| 3.   | Mark Grimmette – Brian Martin        | Vereinigte Staaten | 1:54.978 |
| 4.   | Christian Oberstolz – Patrick Gruber | Italien            | 1:55.508 |
| 5.   | Markus Schiegl – Tobias Schiegl      | Österreich         | 1:55.520 |
| 6.   | Chris Thorpe – Gordy Sheer           | Vereinigte Staaten | 1:55.716 |
| 7.   | Kurt Brugger – Wilfried Huber        | Italien            | 1:55.820 |
| 8.   | Danil Tschaban – Oleg Jermolin       | Russland           | 1:55.981 |
| 9.   | Anders Söderberg – Bengt Walden      | Schweden           | 1:56.237 |
| 10.  | Chris Moffat – Eric Pothier          | Kanada             | 1:56.242 |
| 11.  | Ihor Urbanskyj – Andrij Mukhin       | Ukraine            | 1:56.300 |
| 12.  | Roberts Suharevs – Dairis Leksis     | Lettland           | 1:56.503 |
| 13.  | Andreas Linger – Wolfgang Linger     | Österreich         | 1:57.235 |
| 14.  | Grant Albrecht – Mike Moffat         | Kanada             | 1:57.277 |
| 15.  | Sebastian Schmidt – André Forker     | Deutschland        | 1:57.300 |
| 16.  | Mike Sachse – Nico Zink              | Deutschland        | 1:57.440 |

Weitere Reihenfolge
| Platz | Sportler                             | Land |
| ----- | ------------------------------------ | ---- |
| 17    | Eugen Radu, Marian Tican             | ROU  |
| 18    | Stefan Höhener, Roger Fluri          | CHE  |
| 19    | Ľubomír Mick, Walter Marx            | SVK  |
| 20    | Ivars Deinis, Sandris Bērziņš        | LVA  |
| 21    | Nick Sullivan, Matt McClain          | USA  |
| 22    | Alexej Boldirew, Jewgeni Schikow     | RUS  |
| 23    | Takahisa Oguchi, Kei Takahashi       | JPN  |
| 24    | Ion Cristian Stanciu, Robert Taleanu | ROU  |
| DNF   | Sergej Dobrinin, Sergej Tschudinow   | RUS  |

## Teamwettbewerb
| Rang | Land                  | Name                                                             | Punkte | Zeit     |
| ---- | --------------------- | ---------------------------------------------------------------- | ------ | -------- |
| 1.   | Deutschland II        | Georg Hackl – Silke Kraushaar – Steffen Skel/Steffen Wöller      | 87     | 2:56.682 |
| 2.   | Deutschland I         | Jens Müller – Sylke Otto – Patric Leitner/Alexander Resch        | 86     | 2:56.523 |
| 3.   | Österreich I          | Markus Prock – Angelika Neuner – Markus Schiegl/Tobias Schiegl   | 83     | 2:57.217 |
| 4.   | Vereinigte Staaten I  | Adam Heidt – Becky Wilczak – Mark Grimmette/Brian Martin         | 74     | 2:57.964 |
| 5.   | Italien I             | Armin Zöggeler – Natalie Obkircher – Kurt Brugger/Wilfried Huber | 73     | 2:58.014 |
| 6.   | Österreich II         | Markus Kleinheinz – Simone Eder – Andreas Linger/Wolfgang Linger | 61     | 2:58.751 |
| 7.   | Russland I            | Wiktor Kneib – Margarita Klimenko – Danil Tschaban/Oleg Jermolin | 59     | 2:59.685 |
| 8.   | Vereinigte Staaten II | Nick Sullivan – Brenna Margol – Chris Thorpe/Gordy Sheer         | 55     | 2:59.873 |
| 9.   | Kanada I              | Tyler Seitz – Regan Lauscher – Grant Albrecht/Mike Moffat        | 55     | 3:00.062 |
| 10.  | Lettland I            | Mārtiņš Rubenis – Iluta Gaile – Roberts Suharevs/Dairis Leksis   | 52     | 3:00.229 |

Weitere Reihenfolge
| Platz | Land                 |
| ----- | -------------------- |
| 11    | Italien II           |
| 12    | Schweden / Norwegen  |
| 13    | Slowakei             |
| 14    | Schweiz              |
| 15    | Lettland II          |
| 16    | Japan                |
| 17    | Rumänien             |
| 18    | Frankreich / Ukraine |
| 19    | Russland II          |
| 20    | Schweiz II           |

## Medaillenspiegel
| Platz | Land        | Gold | Silber | Bronze | Gesamt |
| ----- | ----------- | ---- | ------ | ------ | ------ |
| 1.    | Deutschland | 4    | 3      | 2      | 9      |
| 2.    | Italien     | 0    | 1      | 0      | 1      |
| 3.    | Österreich  | 0    | 0      | 1      | 1      |
| 3.    | USA         | 0    | 0      | 1      | 1      |